# Karl Ludwig von Knebel

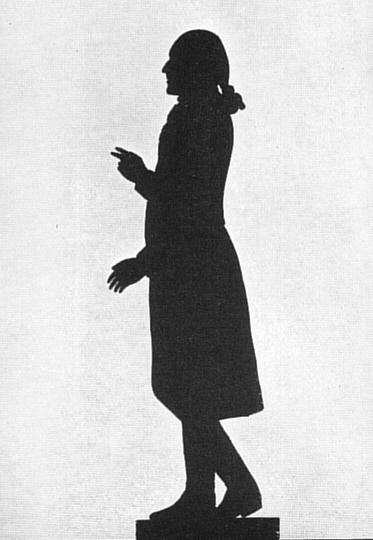
Karl Ludwig von Knebel.

Karl Ludwig von Knebel, född den 30 november 1744, död den 23 februari 1834, var en tysk författare. 
von Knebel tjänade 10 år som officer vid kronprinsens av Preussen regemente, kom 1774 till Weimar som guvernör för prins Konstantin och fick, då han lämnade detta värv, pension med majors rang. von Knebel tillhörde den krets av "skönandar" (das Musenhof) i Weimar, vilken på Goethes tid gjorde denna stad till Tysklands andliga medelpunkt. 
Själv var von Knebel föga framstående som skald; han var en mottaglig och fint bildad, men föga produktiv natur. Hans ställning till Goethe, vars kanske närmaste vän han var, skulle kunna liknas vid K.G. von Brinkmans till Tegnér. 
von Knebel visar sig i Sammlung kleiner Gedichte (1815) och Lebensblüthen (1826) som efterhärmare av Goethe och Schiller: bäst lyckas han i distika. Mer betydande är hans översättningar, särskilt av romerska skalder, nämligen Propertius elegier (1798) och framför allt Lucretius "De rerum natura" (1821; 2:a upplagan 1831). 
von Knebels Literarischer Nachlass und Briefwechsel utgavs 1840 av Varnhagen von Ense och Theodor Mundt (som även skrev von Knebels biografi). Briefwechsel zwischen Goethe und Knebel 1774-1832 utgavs 1851. Dessutom finns i andra samlingar en mängd brev till och från von Knebel.